# Somalibrya minuta
Somalibrya minuta är en fjärilsart som beskrevs av Emilio Berio 1976/77. Somalibrya minuta ingår i släktet Somalibrya och familjen nattflyn. Inga underarter finns listade i Catalogue of Life.